# Boots and Saddles (film 1916)
Boots and Saddles è un film muto del 1916. Il nome del regista non viene riportato nei credit.

## Produzione
Il film fu prodotto dalla Balboa Amusement Producing Company

## Distribuzione
Distribuito dalla B.S. Moss Motion Picture Corporation, il film uscì nelle sale cinematografiche degli Stati Uniti nel novembre 1916.